# Orchis kretzschmariorum
Orchis kretzschmariorum är en orkidéart som beskrevs av Brigitte Baumann och Helmut Baumann. Orchis kretzschmariorum ingår i släktet nycklar, och familjen orkidéer. Inga underarter finns listade i Catalogue of Life.